# Attu (Gronelândia)
Attu é uma localidade no município Qaasuitsup, oeste da Gronelândia. Em 2010 tinha 226 habitantes.

## Transporte
A Air Greenland serve Attu somente no inverno, com voos de helicóptero, do Heliporto de Attu para o Aeroporto de Aasiaat e para o Heliporto de Kangaatsiaq. Durante o verão e o outono, quando as águas da Baía de Disko são navegáveis, o transporte e a comunicação é feito somente por mar, servido pela Diskoline. São feitas viagens através de ferry para Kangaatsiaq, Iginniarfik, Ikerasaarsuk, Niaqornaarsuk e Aasiaat.  

## População
A população de Attu tem vindo a baixar por um longo período de tempo. Perdeu quase 36% da população em relação a 1990.